# 6493 Cathybennett
6493 Cathybennett è un asteroide della fascia principale. Scoperto nel 1992, presenta un'orbita caratterizzata da un semiasse maggiore pari a 1,9489152 UA e da un'eccentricità di 0,0832863, inclinata di 24,71885° rispetto all'eclittica.